# Myalinida
De Myalinida zijn een orde van uitgestorven tweekleppigen.

## Taxonomie
De volgende taxa zijn bij de orde ingedeeld:
- † Superfamilie Alatoconchoidea Termier, Termier & Lapparent, 1974
  -  † Familie Alatoconchidae Termier, Termier & Lapparent, 1974
  -  † Familie Saikraconchidae Yancey & Ozaki, 1986
- † Superfamilie Ambonychioidea S. A. Miller, 1877
  -  † Familie Ambonychiidae S. A. Miller, 1877
  -  † Familie Lunulacardiidae P. Fischer, 1887
  -  † Familie Monopteriidae Newell, 1969
  -  † Familie Myalinidae Frech, 1891
  -  † Familie Mysidiellidae Cox, 1964
  -  † Familie Ramonalinidae Yancey, Wilson & Mione, 2009
- † Superfamilie Inoceramoidea Giebel, 1852
  -  † Familie Atomodesmatidae Waterhouse, 1976
  -  † Familie Inoceramidae Giebel, 1852
  -  † Familie Kolymiidae Kuznetsov, 1973
  -  † Familie Retroceramidae Koschelkina, 1980
- † Superfamilie Prokopievskioidea Vokes, 1967
  -  † Familie Anadontellidae Silantiev, 2011
  -  † Familie Naiaditidae Scarlato & Starobogatov, 1979
  -  † Familie Prokopievskiidae Vokes, 1967